# Philip Ahn
Philip Ahn (29 maart 1905 – 28 februari 1978) was een Amerikaanse acteur van Koreaanse afkomst.

## Biografie
Ahn werd in 1905 geboren als zoon van de Koreaanse militant Ahn Chang-ho (1878-1938). In 1935 maakte hij zijn debuut in Hollywood. In 1937 speelde hij naast Anna May Wong in Daughter of Shanghai, een van de eerste Hollywoodfilms waar Aziaten de hoofdrol speelden. Ahn speelde vaak in een oorlogssetting, zoals in China en Behind the Rising Sun. Zijn bekendste rol was die van Kan in Kung Fu naast David Carradine.
Ahn overleed in 1978 op 72-jarige leeftijd. Hij werd begraven op Forest Lawn Memorial Park (Hollywood Hills).

## Filmografie (selectie)
- 1937 - Daughter of Shanghai
- 1939 - Disputed Passage
- 1943 - China
- 1944 - The Story of Dr. Wassell
- 1949 - Impact
- 1952 - Macao
- 1968 - Kung Fu

- Biblioteca Nacional de España: XX4867856
- Bibliothèque nationale de France: cb150887998 (data)
- Gemeinsame Normdatei: 132413477
- International Standard Name Identifier: 0000 0000 7245 5750
- Library of Congress Control Number: n85378893
- MusicBrainz: 106690b7-27e9-4925-92d4-945443577cff
- Nationale Bibliotheek van Israël: 987007322635405171
- Système universitaire de documentation: 120664569
- Virtual International Authority File: 54440401
- WorldCat: E39PBJdx6jbrfDg8K3RdTg8Hmd